# Randolph Caldecott
Randolph Caldecott (* 22. März 1846 in Chester, England; † 12. Februar 1886 in St. Augustine, Florida USA) war ein britischer Illustrator, Maler und Modelleur.

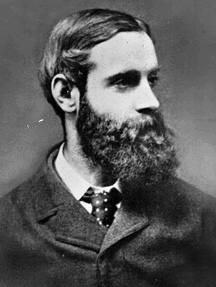
Randolph Caldecott

## Leben und Werk

### Chester und Manchester
Randolphs Vater John Caldecott war ein Geschäftsmann, der zweimal verheiratet war und dreizehn Kinder hatte. Randolph war das dritte Kind seiner ersten Frau, Mary Dinah (geb. Brookes).
Bereits in seiner frühen Kindheit zeichnete und schnitzte Caldecott, vor allem Tiere und Szenen aus dem Landleben. Er galt als Wunderkind. Während seiner Jugend war er dem Tod sehr nahe nach einem Anfall von Streptokokkenrheumatismus, besser bekannt als rheumatisches Fieber. Für den Rest seines Lebens litt er unter den Nachwirkungen dieser Krankheit. Nachdem er 1861 mit fünfzehn Jahren an der King Henry VIII School graduiert hatte, besorgte ihm sein Vater eine Lehrstelle bei der Whitchurch & Ellesmere Bank in Whitchurch, Shropshire. Das ländliche Leben sagte ihm sehr zu und er wanderte und ritt häufig über das Land, außerdem begann er zu jagen. Viele seiner Zeichnungen beschäftigen sich mit diesen Themen. 1861 veröffentlichte er seine erste Zeichnung über einen Brand des "Queen Railway Hotel" in Chester, zusammen mit einem Artikel in der Illustrated London News.

Bei der Salford Bank in Manchester 1868

Nach sechs Jahren wechselte er zur Hauptstelle der Manchester & Salford Bank in Manchester 1867, wo er größere Möglichkeiten sah. In Abendkursen besuchte er die Manchester School of Art.  Weitere Zeichnungen wurden in Zeitungen und Magazinen veröffentlicht. Er wurde auch Mitglied des Brasenose Club — ein Herrenclub, der die Künste und Wissenschaft förderte. 1870 kam Caldecott durch seinen Freund, den Londoner Maler Thomas Armstrong, mit dem Herausgeber der London Society, Henry Blackburn zusammen, der mehrere seiner Zeichnungen in der monatlich erscheinenden Zeitschrift veröffentlichte.

### London
1872 kündigte Caldecott seine Stelle bei der Bank in Manchester und siedelte nach London über, wo er für diverse Magazine Illustrationen anfertigte, einschließlich Punch, Harper's Monthly, und der New York Daily Graphic. Im gleichen Jahr bot Blackburn Caldecott die Chance, ihn nach Deutschland zu begleiten und seine Reise in das Harzgebirge zu illustrieren. Das daraus entstandene Buch trug den Titel: The Harz Mountains: A Tour in the Toy Country (1873). 1880 wiederholten die beiden die gemeinsame Reise, dieses Mal nach Frankreich in die Bretagne. Auch hieraus entstand ein Buch: Breton Folk: An Artistic Tour in Brittany.

Eine überladene "Straßenbahn" in Wien zur Internat. Weltausstellung 1873

Er trat in die Slade School of Art ein, wo er unter Edward Poynter Malstudien aufnahm. Des Weiteren besuchte er die Bildhauerwerkstatt von Jules Dalou, der von 1871 bis 1876 in Chelsea im Exil lebte und danach zurück nach Frankreich ging. 1873 traf er eine Vereinbarung mit Jules Dalou, dass er diesem die englische Sprache beibringen und im Gegenzug Unterricht im Modellieren erhalten würde. In London freundete er sich mit vielen Künstlern wie Dante Gabriel Rossetti, George du Maurier, John Everett Millais und Frederic Leighton an.
Im Jahr 1872 wurde er in das Royal Institute of Painters in Water Colours aufgenommen.
Caldecott schaffte es, als „London artistic correspondent“ für die amerikanische Zeitung „Daily Graphic“ zur Internationalen Ausstellung von 1873 nach Wien entsandt zu werden.
The Pictorial World wurde am 7. März 1874 in London gegründet und Henry Blackburn war der Art Director der Illustrierten. Es war die Zeit der Wahlen und Blackburn bat Caldecott um eine Karikatur. William Ewart Gladstone unterlag wegen der „Home Rule“, der Frage der Selbstverwaltung Irlands.
Caldecotts erste Illustration für ein Kinderbuch erschien 1875 in Louisa Morgan's Baron Bruno: Or, the Unbelieving Philosopher, and Other Fairy Stories.
1876 wurde eines von Caldecotts Bildern zum ersten Mal in der Royal Academy ausgestellt.
Am 23. Januar 1874 erschien der Graveur James D. Cooper bei ihm. Caldecott solle überlegen, ob er das Sketch Book von Washington Irving (1783–1859) illustrieren wolle. Caldecott war nicht abgeneigt und so begann er mit der Illustrierung. Das Buch erschien mit dem Titel: Old Christmas: Selections from the Sketch-Book und wurde sehr gut aufgenommen. Darin sind Irvings nostalgische Erinnerungen an Weihnachtsbräuche in England im 19. Jahrhundert beschrieben.   Später folgte "Bracebridge Hall".

### Zusammenarbeit mit Edmund Evans

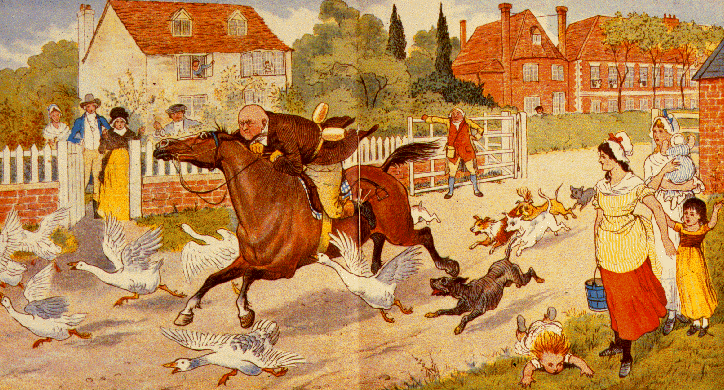
Illustration aus John Gilpin (1878)

Illustration aus John Gilpin (1878)

Dieses Buch erregte die Aufmerksamkeit von Edmund Evans, einem bekannten Drucker und Graveur, der erfolgreich mit Walter Crane zusammengearbeitet hatte mit einer Serie populärer Kinderbücher. Mitte der 1870er Jahre war jedoch ihre Zusammenarbeit über 12 Jahre zerbrochen, zum Teil durch Evans notorisch niedrige Ausgleichsrate und weil Crane anderen Interessen nachgehen wollte. Evans war auf der Suche nach einem passenden Ersatz.
1877 wurde Caldecott von Evans beauftragt, einige Illustrationen für zwei geplante Kinderbücher anzufertigen, die rechtzeitig zu Weihnachten erscheinen sollten: The House that Jack Built (1878) sowie die Erzählung von William Cowper (1731–1800) The Diverting History of John Gilpin (1878). Von Cowpers Buch gab es schon eine Ausgabe, die 1828 von George Cruickshank illustriert worden war. Dies erwies sich als so erfolgreich, dass Caldecott bis zu seinem Tod zweimal pro Jahr weitere Kinderbücher illustrierte. Außerdem unternahm er mehrere Reisen, während deren er Zeichnungen mit humorvollem Text anfertigte.
Zeitweilig war Caldecott als freier Mitarbeiter bei den Zeitschriften Punch und The Graphic tätig. Seine Zeichnungen für die „Daily Graphic“ in New York wurden alle durch Photo-Lithographie reproduziert und auf einer lithographischen Druckmaschine gedruckt.
Im Juni 1879 hielt sich Juliana Horatia Ewing in London auf und sie lernte hier Randolph Caldecott kennen, dessen Illustrationen zu Washington Irvings „Bracebridge Hall“ und „Old Christmas“ sie kannte und bewunderte. Sie fragte ihn, - als „Jacknapes“ noch in ihrem Gehirn köchelte – ob er für die ihr vorschwebende Erzählung eine kolorierte Zeichnung anfertigen könne. Aber als die Geschichte kurz vor dem Erscheinen stand und Julie Caldecott die Erzählung nicht zum Lesen schicken konnte, -  darüber hinaus wurde für Farbdrucke eine längere Zeit benötigt  - fragte sie Caldecott, ob er nicht eine Zeichnung anfertigen könne, die in eine der Szenerien passte. Sie schlug „einen blonden Jungen auf einem rothaarigen Pony“ vor, wobei sie sich einen ihrer Neffen gut vorstellen konnte, der es gewohnt war, den Hunden zu folgen. Dieser Farbdruck erschien mit der Geschichte in „Aunt Judy’s Magazine“, aber als sie 1873 als Buch gedruckt wurde, erschien die Zeichnung nur in schwarz-weiß und wesentlich kleiner. Caldecott steuerte noch Illustrationen zu einigen anderen Bücher von ihr bei und so ist es nicht verwunderlich, dass Horatia K. F. Gatty ihn nach dem Tod ihrer Schwester Julia, am 13. Mai 1885 in Bath, bat, eine Zeichnung zur Erinnerung anzufertigen. Es entstand ein rührendes Bild.
1879 zog er nahe Sevenoaks nach Kemsing in Kent um, wo er ein Jahr später Marian Brind heiratete. Die Ehe blieb kinderlos. 1882 zog das Paar nach Frensham, Surrey, um. Im selben Jahr wurde er zum Vollmitglied des Royal Institute of Painters in Water Colours gewählt. Caldecotts Bücher erreichten hohe Verkaufszahlen und wurden international beliebt.
Aus gesundheitlichen Gründen unternahm Caldecott mehrere Reisen, so z. B. nach Monte Carlo und Menton.
Gelockt von amerikanischen Verlegern, reiste Caldecott per Schiff 1886 nach New York und wagte sich weiter die amerikanische Atlantikküste runter.
Er starb plötzlich und unerwartet noch vor seinem 40. Geburtstag am 12. Februar 1886 in St. Augustine, Florida, wo er auch beerdigt wurde.
In den USA wird seit 1938 jährlich die Randolph Caldecott Medal vergeben, um die besten illustrierten Kinderbücher auszuzeichnen.

## Memorial Randolph Caldecott in der St. Paul's Cathedral

The Randolph Caldecott Memorial, St Paul's Cathedral

Das Denkmal wurde von Alfred Gilbert R. A. (1854–1934) entworfen und von Randolphs vielen Freunden bezahlt. Randolphs Bruder Rev. Alfred Caldecott, DD, war ein Domherr (Canon) von St Paul's, was vielleicht geholfen hat, ihm einen Platz in der Krypta an diesem Ort zu verschaffen. Das Denkmal ist ca. 6 ft. (1,80 m) hoch und zeigt ein Mädchen in Lebensgröße und mit sorgenvollem Ausdruck, das ein Medaillon mit dem Abbild von Randolf Caldecott als Bas-Relief in den Händen hält. Ungewöhnlich daran ist, dass sowohl die Kleidung des Kindes und die Kopfbedeckung aus Aluminium gefertigt wurden. Das Kind trägt eine bretonische Tracht, die an das Buch „Breton Folk“ erinnert, das durch seine vielen Illustrationen Randolph Caldecott berühmt machte. Die Inschrift lautet: "An artist whose sweet and dainty grace has not been in its kind surpassed: whose humour was as quaint as it was inexhaustible."

## Nachwirkungen
Die Bücher wurden für 1 Shilling verkauft (heute 5 pence). Man glaubt, dass Caldecott der erste Author/Illustrator war, der mit seinem Verlag eine Tantieme pro verkauftem Buch ausgehandelt hat anstelle eines einmaligen Betrages. Er erhielt 1 Penny pro Buch. Die erste Ausgabe war vorsichtig mit 10.000 Exemplaren. Bis Juli 1886 waren seine Bücher so beliebt, dass 5 Monate nach seinem Tod 800.000 Exemplare verkauft waren.
Sing a Song for Sixpence (1880) war ein Song mit geschichtlicher Bedeutung. 60 Jahre vorher war eine Verschwörung geplant, angeführt von Arthur Thistlewood, bei der 24 Parlamentsmitglieder bei einem Abendessen in der Cato Street ermordet werden sollten. Als die Verschwörer entdeckt wurden, beschuldigte einer den anderen in der Hoffnung, sein eigenes Leben zu retten – daher „die Vögel begannen zu singen“. Das Parlament hatte einige Gesetze verabschiedet, in denen öffentliche Versammlungen verboten wurden und dass gegen jegliche Schriften, die als aufwieglerisch galten, Schritte unternommen würden, so dass eine Welle von unschuldig erscheinenden Gedichten (oder Handlungen) mit versteckter Bedeutung aufkam.
Eine Kritikerin stellte fest: Ein Nursery-Reim wird von Caldecott durch seine Illustrationen ausgedehnt, um Humor und eine Tiefe in der Bedeutung einzuschließen, die so nicht in dem Reim selbst vorhanden sind. So basiert der Reim von "Baby Bunting" lediglich auf vier Zeilen:
"Bye, baby bunting / Father's Gone a hunting / Gone to fetch a rabbit-skin / To wrap the baby bunting in." Mit Caldecotts Augen gesehen wird aus diesen 4 Zeilen ein Buch von 12 Seiten, das fast ausschließlich durch Bilder erzählt wird. In der Geschichte der Bilder sehen wir Baby Buntings Vater, wie er vergeblich versucht, einen Hasen zu fangen bis ihn sein Jagdhund zu einem Geschäft führt, wo er ein Hasenfell kaufen kann. Obwohl der Inhalt von Caldecotts Büchern humorvoll und schrullig ist, weisen seine Illustrationen einen Hang zum Makabren auf. Z. B. in „Baby Bunting“, als das kleine Mädchen mit seiner Mutter in ihrer Hasenfell-(Ver)Kleidung spazieren geht und auf eine Gruppe lebendiger Hasen trifft, welche das Kind fasziniert anschauen.
In A Frog He Would a-Wooing Go (1883) wird der amphibische Held, den Caldecott mit einem Hut und Jacket vermenschlicht hat. Sowohl seine Freunde, die Ratte und die Maus, wird von Katzen als auch der Frosch selbst wird von einer Gans vor der Augen der zwei kleinen Kindern aufgegessen. Die Bärin in "The Great Panjandrum Himself" (1885) verschwindet auf ähnliche Art, während die Königskinder in Sing a "Song for Sixpence" (1880) mit Entsetzen und Staunen auf ihre Pastete starren, aus der Amseln fliegen.

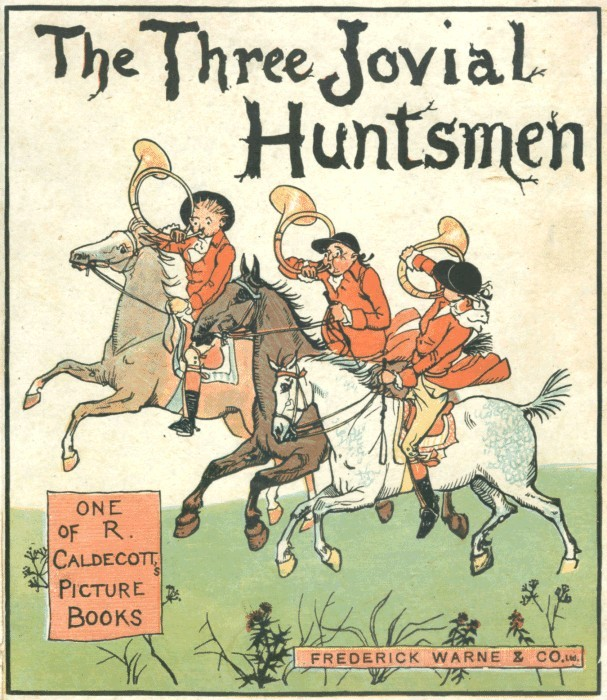
Titelbild The Three Jovial Huntsmen

Maurice Sendak sagte dazu, dass das ein Teil der hintergründigen Genialität von Caldecotts Kunst sei. „Man kann nicht sagen, dass es eine Tragödie ist, aber es tut manchmal weh. Wie ein Schatten, der schnell vorbeifliegt. Es ist das, was ein Buch von Caldecott ausmacht – wie frostig auch der Text und die Bilder sein mögen – seine unerwartete Tiefe.“ Sendak hat argumentiert, dass Caldecotts Beitrag zur Kinderliteratur „den Beginn des modernen Bilderbuchs eingeläutet hat, indem er eine geschickte, ausgeklügelte Nebeneinanderstellung von Bild und Wort erfunden hat, einen Kontrapunkt, den es niemals zuvor gegeben hat“. Wo Worte ausgelassen wurden, sprechen die Bilder und umgekehrt. Kurz gesagt, es ist die Erfindung des Bilderbuchs.
Einige Wissenschaftler haben bemerkt, das Caldecotts besondere Stärke darin liegt, dass er Tiere vermenschlicht darstellt mit eindeutig menschlicher Persönlichkeit. Dieser Aspekt hat zweifellos Kinderbuch-Autoren der nächsten Generation beeinflusst, wie z. B. Maurice Bernard Sendak (1928–2012), Beatrix Potter (1866–1943) und Margaret Wise Brown (1910–1952).

## Trivales
1924 gründete Bertha Mahony mit ihrer Kollegin Elinor Whiney The Horn Book Magazine, die erste Zeitschrift, die sich ausschließlich Kinderbüchern widmete. Wie Bertha in der ersten Ausgabe verkündete, sollte die Hauptaufgabe sein, „to blow the horn for fine books for boys and girls“ (Gute Bücher für Jungen und Mädchen zu verkünden) und sie wählten für ihre Titelseite Randolph Caldecott berühmtes Buch „Three Jovial Hutsmen“, die in ihr Jagdhorn blasen, in Anerkennung dessen immenser Auswirkung in der Welt der Kinderbuchillustration. Noch heute bläst das Jagdhorn symbolisch die Fanfare zur Verkündung der besten Kinderbücher des Jahres.

## Bildergalerie

Zeichnung für die “London Society” 1871/72
Faksimile einer Bleistiftzeichnung für “Pictorial World”
Ölgemälde 1874
„Mutter und Kind“ in der Kathedrale von Guingamp, Bretagne – Tonmodell von Randolph Caldecott 1874
Zeichnung aus “Bracebridge Hall”
Die Spieltische in Monte Carlo 1877
Blick auf Genua 1878 Sonderausgabe von 400 Kopien dieser Zeichnung, einzeln nummeriert.
Juliana Horatia Ewing gest MAY 13, 1885
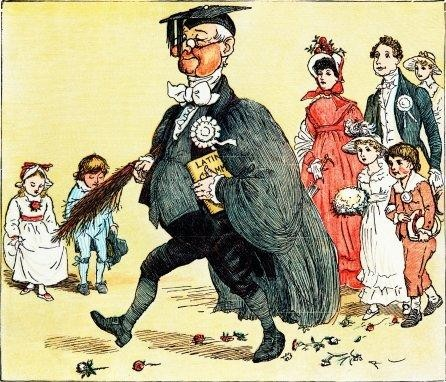
Das Nonsense Gedicht von Samuel Foote (1720–1777) “The Great Panjamdrum Himself”
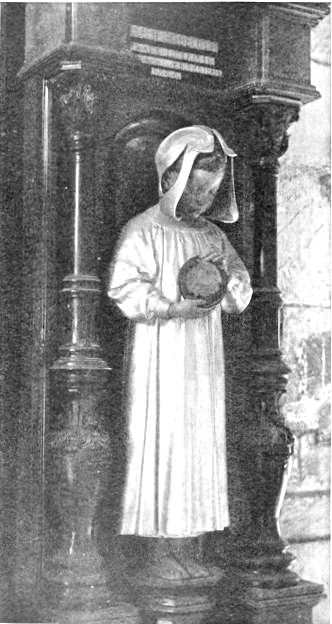
Denkmal für R. Caldecott gestiftet von seinen Freunden

## Werke
- Washington Irving: Old Christmas: Selections from the Sketch-Book. Publisher : Macmillan & Co London, 1876. Illustrated by R. Caldecott.  Reprint by Fordham University Press; 1st edition (September 1, 1977) ISBN 978-0-9128-8230-7
- Cowper, William: The diverting history of John Gilpin; showing how he went farther than he intended, and came safe home again. Publisher: Frederick Warne & Company, London 1878
- The house that Jack built. Publisher: Frederick Warne & Company, London 1878
- Hey diddle diddle and Baby bunting. Publisher: George Routledge & Sons, London 1882
- Some of Aesop's fables with modern instances shewn in designs by Randolph Caldecott.  From a new Translation by Alfred Caldecott. Engravings by James Davis Cooper. Publisher: Macmillan and co. New York, 1883 – also published as The Caldecott Aesop: Twenty Fables, 1978; and as Aesop's Fables, 1990
- R. Caldecott's first Picture Book  containing: The Three Jovial Huntsmen—Sing a Song for Sixpence—The Queen of Hearts—The Farmer's Boy Publisher: Frederick Warne & Company, London Published [1906 or 1907]
- R. Caldecott's second collection of pictures and songs containing:  The milkmaid, Hey diddle diddle, and Baby bunting, The fox jumps over the parson's gate, A frog he would a-wooing go, Come lasses and lads, Ride a cock-horse to Banbury Cross, and A farmer went trotting upon his grey mare, Mrs. Mary Blaize, The great panjandrum himself. Publisher: Frederick Warne & Company, London  [1895]
- Sporting society : or, Sporting chat and sporting memories; stories humorous and curious; wrinkles of the field and the race-course; anecdotes of the stable and the kennel; with numerous practical notes on shooting and fishing. Edited by Fox Russell. Illustrations by Randolph Caldecott. Publisher: Bellairs and Co. London, 1897
- The Complete Collection of pictures and songs by Randolph Caldecott This edition is limited to 800 copies. Signed: Edmund Evans. - From the Collections at the Library of Congress
- Werke von Randolph Caldecott im Project Gutenberg
- Books by Randolph Caldecott – Internet Archive